# Xenylla zavattari
Xenylla zavattari är en urinsektsart som först beskrevs av Tarsia in Curia 1939.  Xenylla zavattari ingår i släktet Xenylla och familjen Hypogastruridae. Inga underarter finns listade i Catalogue of Life.